# Comuna Duhove, Lubnî
Duhove (în ucraineană Духове) este o comună în raionul Lubnî, regiunea Poltava, Ucraina, formată din satele Duhove (reședința), Hinți și Karpîlivka.

## Demografie
Componența lingvistică a comunei Duhove
     Ucraineană (96,76%)
     Rusă (2,29%)
     Alte limbi (0,96%)
Conform recensământului din 2001, majoritatea populației comunei Duhove era vorbitoare de ucraineană (96,76%), existând în minoritate și vorbitori de rusă (2,29%).